# La Roue du temps (série télévisée)
Pour les articles homonymes, voir La Roue du temps.
La Roue du temps (The Wheel of Time) est une série télévisée de fantasy américaine créée par Rafe Judkins (en) diffusée entre le 19 novembre 2021 et le 17 avril 2025 sur Prime Video.
La série est une adaptation de la série de romans de Robert Jordan et est produite par Sony Pictures Television et Amazon Studios.

## Synopsis

### Saison 1
La Roue du Temps suit Moiraine, membre de la puissante organisation de femmes, les Aes Sedai, qui peuvent canaliser et utiliser la magie. Accompagnée par son champion Lan, elle prend sous son aile quatre jeunes ordinaires - Egwene, Rand, Perrin et Mat -  provenant d'un petit village de montagne (Deux-Rivières) qui a été détruit à la suite d'une attaque des forces du Ténébreux, entité maléfique qui cherche à détruire la Trame du Temps. Parmi ces quatre, Moiraine pense que l'un pourrait être la réincarnation du Dragon, un ancien héros et puissant canaliseur qui pourrait selon la prophétie sauver le monde ou le détruire. Elle tente de les conduire à la Tour Blanche, lieu de formation des Aes Sedai, tout en tentant de les protéger des dangers qui les guettent et les créatures du Ténébreux.

### Saison 2
À la suite de la perte de ses pouvoirs, Moiraine s'est retirée chez son amie Verin et s'est fermée à Lan, au grand désespoir de ce dernier. Elle continue d'enquêter sur le Ténébreux. Nynaeve et Egwene sont devenues novices à la Tour Blanche mais rencontrent des difficultés malgré la bienveillance de leur formatrice Alanna. Rand s'est exilé et tente de se rapprocher de Logain, le faux Dragon, avec l'aide de la mystérieuse Sélene. Perrin et son ami Loial ont rejoint les Shaméniens dans la chasse du Cor de Valère dérobé par le traître Padan Fair. Mat, capturé par Liandrin, se lie d'amitié avec Min Farshaw en prison.
Les forces du Ténébreux sont de plus en plus fortes. Après la libération d'Ishamael, ce dernier se joint à Lady Suroth qui possède une armée de créatures maléfiques et d'Aes Sedai corrompues.

### Saison 3
Nynaeve, Egwene, Perrin, Mat et Rand sont enfin réunis en compagnie d'Elayne, Moiraine, Lan et les guerrières Aiel. Le nouveau dragon réincarné a vaincu Ishamael et a été proclamé par Moiraine. S'il semble soutenu par la réprouvée Lanfear, il pourrait faire face aux autres réprouvés menés par Moghedien.

## Distribution

### Acteurs principaux
- Rosamund Pike (VF : Laura Blanc ; VQ : Valérie Gagné) : Moiraine Damodred[2]
- Daniel Henney (VF : Anatole de Bodinat ; VQ : Gilbert Lachance) : al'Lan Mandragoran[3]
- Josha Stradowski (en) (VF : Théo Frilet ; VQ : Alexandre Bacon) : Rand al'Thor[4]
- Zoë Robins (VF : Déborah Claude ; VQ : Sofia Blondin) : Nynaeve al'Meara, sage-dame de Deux-Rivières
- Madeleine Madden (VF : Rebecca Benhamour ; VQ : Célia Gouin-Arsenault) : Egwene al'Vere
- Marcus Rutherford (VF : Mike Fédée ; VQ : Rodley Pitt) : Perrin Aybara
- Barney Harris (en) (saison 1) (VF : Julien Allouf) puis Dònal Finn (en) (saison 2 et 3) (VF : Clément Moreau ; VQ : Iannicko N'Doua-Légaré) : Matrim « Mat » Cauthon
- Kate Fleetwood (VF : Stéphanie Lafforgue ; VQ : Véronique Marchand) : Liandrin Guirale, Aes Sedai de l'Ajah Rouge
- Priyanka Bose (en) (VF : Kahina Tagherset) : Alanna Mosvani, Aes Sedai de l'Ajah Vert
- Kae Alexander (en) (VF : Geneviève Doang) : Min Farshaw, barman et voyante
- Jennifer Cheon Garcia (en) (VF : Anne Tilloy) : Leane Sharif, Aes Sedai de l'Ajah bleue, bras droit de Siuan à la Tour Blanche. (récurrente saison 1, principale saisons 2-3)
- Taylor Napier (VF : Fred Colas) : Maksim, champion d'Alanna (récurrent saison 1, principal saisons 2-3)
- Ceara Coveney (VF : Clara Soares ; VQ : Marguerite D'Amour) : Elayne Trakand, l'héritière d'Andor qui devient novice à la Tour Blanche (saisons 2-3)
- Natasha O'Keeffe (VF : Pamela Ravassard ; VQ : Catherine Proulx-Lemay) : Sélène, une aubergiste se liant à Rand / Lanfear, une réprouvée (saisons 2-3)
- Meera Syal (VF : Laura Zichy) : Verin Mathwin, Aes Sedai de l'Ajah marron vivant loin de la Tour Blanche (saisons 2-3)
- Ayoola Smart (en) (VF : Justine Berger ; VQ : Aurélie Morgane) : Aviendha, une guerrière Aiel cherchant le Car'a'carn (saisons 2-3)
- Jay Duffy (VF : Stanislas Forlani) : Dain Bornhald, un capitaine des Manteaux Blancs (saison 2-3)
- Laia Costa (VF : Alexia Papineschi) : Moghedien la Tisseuse, une Reprouvée (invitée saison 2, principale saison 3)
- Olivia Williams (VF : Anne Dolan ; VQ : Anne Bédard) : Morgase Trakland, reine d'Andor et mère d'Elayne (saison 3)
- Shohreh Aghdashloo : Elaida do Avriny a'Roihan, Aes Sedai de l'Ajah Rouge, conseillère de Morgarse (saison 3)
- Isabella Bucceri : Faile Bashere (saison 3)

### Acteurs récurrents
- Michael McElhatton (VF : Jérôme Keen) : Tam al'Thor[5]
- Álvaro Morte (VF : Alexis Victor) : Logain Ablar, le faux dragon (saisons 1-2)[6]
- Alexandre Willaume (da) (VF : Boris Rehlinger) : Thom Merrilin
- Johann Myers (VF : Diouc Koma) : Padan Fain, marchand au service du Ténébreux
- Rina Mahoney (VQ : Manon Arsenault) : Marin al'Vere, la mère d'Egwene (saisons 1 et 3)
- Litiana Biutanaseva : Bode Cauthon, soeur de Mat (saisons 1 et 3)
- Lilibeth Biutanaseva : Eldrin Cauthon, soeur de Mat (saisons 1 et 3)
- Daryl McCormack : Aram (saisons 1 et 3)
- Maria Doyle Kennedy : Ila, la grand-mère d'Aram (saisons 1 et 3)
- Kristina Rousseau : Tinker Girl
- Katie Brayben / Anya Marson (âgée) : Latra Posae Decume, ancienne Aes Sedai alliée de Lews (saisons 1 et 3)
- Alexander Karim : Lews Therin Telamon, le précédent Dragon Réincarné (saisons 1 et 2)
- Nila Aalia : Adeleas, Aes Sedai de l'Ajah Marron vivant loin de la Tour Blanche, sœur de Verin (saisons 2-3)
- Nyokabi Gethiaga (VF : Corinne Wellong) : Ryma, une Aes Sedai de l'Ajah Jaune (saisons 2-3)
- Ragga Ragnars : Bain, une Aiel (saisons 2-3)
- Maja Simonsen : Chiad, une Aiel (saisons 2-3)
- Luke Fetherston : Gawyn Trakand, prince d'Andor et frère aîné d'Elayne (saison 3)
- Callum Kerr (en) : Galad Damodred, prince d'Andor et frère d'Elayne (saison 3)
- Nuno Lopes (VF : Thibaut Lacour ; VQ : Adrien Bletton) : Rahvin, un réprouvé/ Lord Gaebril, le prince consort d'Andor (saison 3)
- Mi Hae Lee : Chesmal Emry, une Aes Sedai de l'Ajah Jaune puis de l'Ajah Noir (saison 3)
- Diêm Camille : Tsutama Rath, une Aes Sedai leader de l'Ajah Rouge (saison 3)
- Nukâka : Bair : une sage Aiel qui peut marcher dans les rêves (saison 3)
- Björn Landberg : Rhuarc, un soldat Aiel époux de Bair (saison 3)
- Salóme Gunnarsdóttir : Melaine, une sage Aiel (saison 3)
- Michael Lindall : Lord Luc, leader d'un groupe de soldats qui cherche le cor de Valère (saison 3)
- Set Sjöstrand : Couladin, un soldat Aiel du clan Shaido (saison 3)
- Natasha Culzac : Sevanna, une femme Aiel du clan Shaido (saison 3)
- Judith Georgi : Sealdre, une Aiel qui peut marcher dans les rêves (saison 3)
- Clara Dunne : Galina Casban, une Aes Sedai de l'Ajah Rouge (saison 3)
- Clare-Hope Ashitey : Alviarin Freidhen, Aes Sedai de l'Ajah Blanc (saison 3)
- Gregory Gudgeon : Cenn Buie, villageois de Deux-Rivières (saison 3)
- Carmela Bonomi : Jorin Din Jubai White Wing, Maîtresse des vents du Sea Folk (saison 3)
- Dany Verissimo-Petit : Coine Din Jubai Wild Winds, Capitaine du Sea Folk (saison 3)

### Anciens acteurs principaux ou récurrents
- Peter Franzén (VF : Jérôme Pauwels) : Stepin (saison 1), champion de Kerene
- Clare Perkins (en) (VF : Daria Levannier) : Kerene Nagashi (saison 1), Aes Sedai de l'Ajah Vert
- Thomas Chaanhing : Lord Agelmar (saison 1), souverain de Fal Dara
- Sandra Yi Sencindiver :  Lady Amalisa (saison 1), sœur d'Agelmar qui peut canalyser
- Fares Fares (VF : Bernard Gabay ; VQ : Daniel Picard) : Ishamael, bras droit du Ténébreux (saisons 1-2)
- Guy Roberts (VF : Maxime Hoareau) : Uno Nomesta, soldat Shanérien qui participe ensuite à la chasse du Cor de Valère
- Bentley Kalu : Basan, le champion de Ryma (saison 2)
- Xelia Mendes-Jones (VF : Ingrid Donnadieu) : Renna, la sul'dam en charge d'Egwene (saison 2)
- Gregg Chillin (VF : Eilias Changuel) : Ingtar Shinowa, soldat Shanérien qui dirige la chasse du Cor de Valère (saison 2)
- Stuart Graham (VF : Serge Faliu) : Geofram Bornhald, capitaine des Manteaux Blancs (saisons 1-2)
- Daniel Francis (VF : Baptiste Marc) : Haut Lord Turak (saison 2)
- Lindsay Duncan (VF : Anne Deleuze) : Anvaere Damodred, noble de Cairhien et petite soeur de Moiraine (saison 2)
- Karima McAdams (VF : Marie Diot) : High Lady Suroth (saison 2)
- Jessica Boone (VF : Laure Sagols) : Alwhin (saison 2), bras droit de Lady Suroth qui parle à sa place
- Will Tudor (VF : Yoann Sover) : Barthanes Damodred, neveu de Moiraine et fils d'Anavaere (saison 2)
- Rima Te Wiata (en) (VF : Annie Le Youdec) : Sheriam Bayanar (saison 2), directrice des novices à la Tour Blanche
- Arnas Fedaravicius (en) (VF : Benjamin Bollen) : Masema Dagar, soldat Shanérien (saison 2)
- Heikko Deutschmann (de) (VF : Mathieu Buscatto) : Tomas (saison 2), champion de Verin
- Katie Leung (VF : Céline Legendre-Herda) : Yasicca, Aes Sedai de l'Ajah Marron et amie de Verin (saison 2)
- Gary Beadle (en) (VF : Vincent Touré) : Elyas Machera (saison 2), un pisteur connecté aux loups
- Julian Lewis Jones (VF : Loïc Houdré) : Bayle Domon (saison 2), marchand et navigateur
- Emmanuel Imani puis Anthony Kaye (VF : Mexianu Medenou) : Ihvon, champion d'Alanna (récurrent saison 1, principal saison 2, invité saison 3)
- Joelle (en) : Joiya Byir, une Aes Sedai de l'Ajah Gris puis de l'Ajah Noir (saisons 2-3)
- Zenobia Kloppers : Amico Nagoyin, une Aes Sedai de l'Ajah Jaune puis de l'Ajah Noir (saison 3)
- Juliet Howland : Natti Cauthon, la mère de Mat (saisons 1 à 3)
- Rachel Denning : Nyomi, une Aes Sedai de l'Ajah Marron puis de l'Ajah Noir (saison 2-3)
- Cameron Jack : Sammael, un Réprouvé (saison 3)
- Olumide Olorunfemi : Ispan Shefar, Aes Sedai de l'Ajah Bleu puis de l'Ajah Noir (saison 3)
- Julie Van Leeuwen : Alsera, jeune Aiel (saison 3)
- Mandi Symonds : Daise Congar, sage-dame à Deux-Rivières (saisons 1 et 3)
- Abdul Salis (VF : Jean-Baptiste Anoumon) : Eamon Valda, un confesseur des Manteaux Blancs
- Hammed Animashaun (en) (VF : Daniel Njo Lobé) : Loial, un Ogier (saisons 1 à 3)
- Olivia Popica : Jeaine Caide, une Aes Sedai de l'Ajah Verte puis de l'Ajah Noir (saison 3)
- Synnøve Macody Lund : Melindhra, une Aiel adoptée venant du peuple de Lan (saison 3)
- Sophie Okonedo (VF : Annie Milon ; VQ : Anne Dorval) : Siuan Sanche, la Chair d'Amyrlin (saisons 1 à 3)

 Source et légende : version française (VF) sur RS Doublage

## Production

### Contexte
En 2000, NBC songe à obtenir les droits d'écran de la série de roman fantasy de Robert Jordan, La Roue du temps (The Wheel of Time), mais n'a finalement pas procédé à la production. En 2004, Robert Jordan vend les droits de film, de télévision, de jeu vidéo et de bande dessinée à la société de production Red Eagle Entertainment. En 2015, Red Eagle diffuse Winter Dragon, un pilote de 22 minutes pour une potentielle série The Wheel of Time avec Billy Zane et Max Ryan. Par la suite, la société a attaqué en justice la veuve de Robert Jordan, Harriet McDougal, pour ses commentaires sur le pilote et le procès a été résolu en 2016.

### Développement
Le 20 avril 2017, il est annoncé que Sony Pictures Television produisait une nouvelle adaptation de la série de livres en association avec Red Eagle Entertainment et Radar Pictures. Rafe Judkins est pressenti pour être le showrunner de la série ainsi que producteur exécutif aux côtés de Rick Selvage, Larry Mondragon, Ted Field, Mike Weber et Darren Lemke. La veuve de Robert Jordan, Harriet McDougal, devait devenir productrice et conseillère.
Le 2 octobre 2018, il a été annoncé qu'Amazon avait donné à la production une commande pour une série. De plus, il a également été annoncé qu'Amazon Studios servirait de société de production pour la série,,. Le 19 février 2019, Uta Briesewitz est confirmée comme réalisatrice des deux premiers épisodes.
Il est aussi confirmé par le showrunner Rafe Judkins qu'il travaille parallèlement sur le script de la deuxième saison à la suite des demandes des studios Amazon. Elle a été commandée le 20 mai 2021.
Une troisième saison est commandée le 21 juillet 2022, et entre en production avant même que la seconde saison ne soit lancée en streaming. Le 8 décembre 2024, un premier teaser sort, et la date de sortie est annoncée : le 13 mars 2025 sur Youtube.
Le 23 mai 2025, la série est annulée après 3 saisons, pour raisons financières.

### Attribution des rôles
En juin 2019, il est annoncé que Rosamund Pike jouera le rôle principal de la série. D'autres acteurs principaux ont été annoncés en août 2019 : Josha Stradowski jouera Rand al'Thor, Marcus Rutherford jouera Perrin Aybara, Zoë Robins dans le rôle Nynaeve al'Meara, Barney Harris celui de Mat Cauthon et Madeleine Madden celui de Egwene al'Vere.

### Tournage
Le tournage de la première saison a commencé le 16 septembre 2019.
À la suite de la pandémie de Covid-19, la production de la série est mise en suspens comme de nombreuses séries tournées en Europe.

## Épisodes

### Première saison (2021)
1. Les Adieux (Leavetaking)
2. L'Attente des ténèbres (Shadow's Waiting)
3. Un endroit sûr (A Place of Safety)
4. Le Dragon réincarné (The Dragon Reborn)
5. Sortis du bois (Blood Calls Blood)
6. La Flamme de Tar Valon (The Flame of Tar Valon)
7. L'Ombre sur les chemins (The Dark Along the Ways)
8. L'Œil du monde (The Eye of the World)

### Deuxième saison (2023)
La deuxième saison a commencé le 1er septembre 2023 avec la mise à disposition de trois épisodes d’un coup sur les huit de la saison. Puis les autres, un par semaine.
1. Un goût de solitude (A Taste of Solitude)
2. Des étrangers et des amis (Strangers and Friends)
3. Ce qui pourrait être (What Might Be)
4. La fille de la nuit (Daughter of the Night)
5. Damane (Damane)
6. Les yeux sans pitié (Eyes Without Pity)
7. Daes Dae'Mar (Daes Dae'Mar)
8. Ce qui devait être (What Was Meant to Be)

### Troisième saison (2025)
La troisième saison a commencé le 13 mars 2025 avec la mise à disposition de trois épisodes d'un coup. puis les autres, un par semaine.
1. Course contre les ténèbres (To Race the Shadow)
2. Une affaire d'écarlate (A Question of Crimson)
3. Graines de ténèbres (Seeds of Shadow)
4. Le chemin de la lance (The Road of the Spear)
5. Tel'Aran'Rhiod (Tel'Aran'Rhiod)
6. Une ombre dans la nuit (The Shadow in the Night)
7. Yeux jaunes (Goldeneyes)
8. Celui qui vient avec l'aube (He Who Comes With The Dawn)